# 2113 Ehrdni
2113 Ehrdni este un asteroid din centura principală, descoperit pe 11 septembrie 1972 de Nikolai Cernîh.